# Ogasawarana rex
Ogasawarana rex és una espècie de gastròpode eupulmonat de la família Helicinidae. És terrestre i endèmic de les illes Ogasawara (el Japó).